# Каури Артнасон
Каури Артнасон (на исландски: Kári Árnason), роден на 13 октомври 1982 г., е исландски професионален футболист, настоящ играч на шведския Малмьо и националния отбор на Исландия. През кариерата си е играл още във Викингур, Юргорден, Орхус, Есберг, Плимут Айргъл, Абърдийн и Ротерем Юнайтед. Умее да играе като защитник и полузащитник. Част от националния отбор на Исландия от 2005 г.

## Клубна кариера
Въпреки че е роден в Гьотеборг, започва кариерата си в исландския Викингур Рейкявик през 1999 г. След като прави добро впечатление с добрите си игри, през 2004 г. подписва договор с шведския Юргорден, където печели дубъл през 2005 г. През 2007 г. преминава в датския Орхус, където остава 2 години.

### Плимут Айргъл
През лятото на 2009 г. се присъединява към отбора от Чемпиъншип Плимут Айргъл. Прави дебюта си през август 2009 г. срещу Дарби Каунти, и бързо се утвърждава като титуляр. Първият си гол за отбора отбелязва през декември 2009 г. срещу Рединг. Този гол е под номер 500 за отбора в първенството. След това подписва нов 2-годишен договор с отбора, като остава там до 2012 г.

### Абърдийн
След като се присъединява към Хартс по време на предсезонна подготавка в Италия, от Плимут завеждат дело. Отборът на Хартс оттегля офертата си, и 18 юли 2012 г. Арнасон подписва договор с Абърдийн. Прави дебюта си в равенство в приятелски мач срещу Сейнт Джонстън. Първия си гол отбелязва на 15 октомври срещу Дънди Юнайтед. След края на сезона Арнасон не подновява договора си, и напуска отбора.

### Родъръм Юнайтед
Следващият му отбор е четвъртодивизионния английски Родъръм Юнайтед, с чийто екип изиграва 100 мача, и помага на отбора да спечели промоция.

### Малмьо
На 29 юни 2015 г. се завръща в родната си Швеция, подписвайки договор за 2,5 години с Малмьо.

## Национален отбор
Арнасон получава първата си повиквателна за ницоналния отбор през 2005 г. за контролите срещу Хърватия и Италия. Седем месеца по-късно отболезва първия си гол за националния отбор срещу Швеция.
На 10 май 2016 г. излиза официалният състав на Исландия за Евро 2016, като Арнасон е част от списъка.

## Трофеи

### Юргорден
- Титла на Швеция (1): 2005
- Купа на Швеция (1): 2005

### Родъръм Юнайтед
- Втора лига: 2012-13